# Khamudi
Khamudi (fl. XVI secolo a.C.) è stato un faraone della XV dinastia egizia.

## Biografia
Il nome Khamudi è l'unico, tra quelli dei sovrani della XV dinastia, conservatoci dal Canone Reale, di lui è noto anche un sigillo. Secondo Giuseppe Flavio l'ultimo sovrano della XV dinastia fu Assis (Arkhles secondo Sesto Giulio Africano) che ebbe un regno di 49 anni mentre attualmente gli viene attribuito un regno di una decina di anni. L'identificazione tra Khamudi e Assis non è supportata da documenti ma si basa sulla circostanza che le fonti epigrafiche lo indicano come ultimo sovrano della dinastia.

Khamudi fu l'avversario di Ahmose, fondatore della XVIII dinastia, che proseguì l'opera di riconquista dell'Alto Egitto iniziata dal fratello Kamose. La caduta di Avaris e quindi del dominio hyksos in Egitto dovrebbe essere avvenuta nell'11º anno di regno di Khamudi e quindi intorno al 1530 a.C.. Secondo i testi pervenutici Khamudi sarebbe stato inseguito fino alla fortezza palestinese di Sharuhen la cui caduta significò la fine del potere della XV dinastia.

Anche se non è possibile determinarne i confini, il racconto della guerra conferma che il controllo dei sovrani hyksos si estendeva anche a parte della Palestina. Sempre le stesse fonti epigrafiche riportano come Khamudi fosse alleato con il principe di Kush (nome con cui era indicata la Nubia) confermando la teoria per cui durante il Secondo periodo intermedio la Nubia fosse retta come regno indipendente con forti legami con le popolazioni semite installatesi nell'Alto Egitto.

## Liste Reali
| M12 | G17 | D46 · Z7 · Z4 | T14 | A1 |

| M12 | G17 | D46 · Z7 · Z4 | T14 | A1 |

| M12 | G17 | D46 · Z7 · Z4 | T14 | A1 |

| M12 | G17 | D46 · Z7 · Z4 | T14 | A1 |

| M12 | G17 | D46 · Z7 · Z4 | T14 | A1 |

| M12 | G17 | D46 · Z7 · Z4 | T14 | A1 |

| M12 | G17 | D46 · Z7 · Z4 | T14 | A1 |

| M12 | G17 | D46 · Z7 · Z4 | T14 | A1 |

## Titolatura
| G5 |

| G5 |

|       |
| \| \| |
|       |
|       |

|  |

|       |
| \| \| |
|       |
|       |

|  |

| G16 |

| G16 |

|  |

| G8 |

| G8 |

|  |

| M23 · X1 | L2 · X1 |

| M23 · X1 | L2 · X1 |

|       |
| \| \| |
|       |
|       |

|  |

|       |
| \| \| |
|       |
|       |

|  |

| G39 | N5 |

| G39 | N5 |

| N5 | n · M3 | i | i |

| N5 | n · M3 | i | i |

| N5 | n · M3 | i | i |

| N5 | n · M3 | i | i |

| N5 | n · M3 | i | i |

| N5 | n · M3 | i | i |

| N5 | n · M3 | i | i |

| N5 | n · M3 | i | i |

## Datazioni alternative
| Autore        | Anni di regno         |
| ------------- | --------------------- |
| Redford       | 1565 a.C. - 1555 a.C. |
| Dodson        | 1545 a.C. - 1535 a.C. |
| Ryholt        | 1541 a.C. - 1540 a.C. |
| von Beckerath | intorno a 1525 a.C.   |